# Udaspes
Udaspes is een geslacht van vlinders van de familie dikkopjes (Hesperiidae).

## Soorten
- U. folus Cramer, 1775
- U. stellata (Oberthür, 1896)